# إلزه فيرنر
إلسي فيرنر (بالألمانية: Ilse Werner) (و. 1921 – 2005 م) هي ممثلة أفلام من ألمانيا، ومملكة هولندا، ولدت في جاكرتا، توفيت في لوبيك، عن عمر يناهز 84 عاماً، بسبب ذات الرئة.

## جوائز
حصلت على جوائز منها:
- نيشان استحقاق صليب الضباط لجمهورية ألمانيا الاتحادية.

## وصلات خارجية
- إلسي فيرنر على موقع IMDb (الإنجليزية)
- إلسي فيرنر على موقع مونزينجر (الألمانية)
- إلسي فيرنر على موقع ألو سيني (الفرنسية)
- إلسي فيرنر على موقع ميوزك برينز (الإنجليزية)
- إلسي فيرنر على موقع أول موفي (الإنجليزية)
- إلسي فيرنر على موقع قاعدة بيانات الأفلام السويدية (السويدية)
- إلسي فيرنر على موقع ديسكوغز (الإنجليزية)
- إلسي فيرنر على موقع قاعدة بيانات الفيلم (الإنجليزية)
- إلسي فيرنر على موقع كينوبويسك (الروسية)